# ノーター

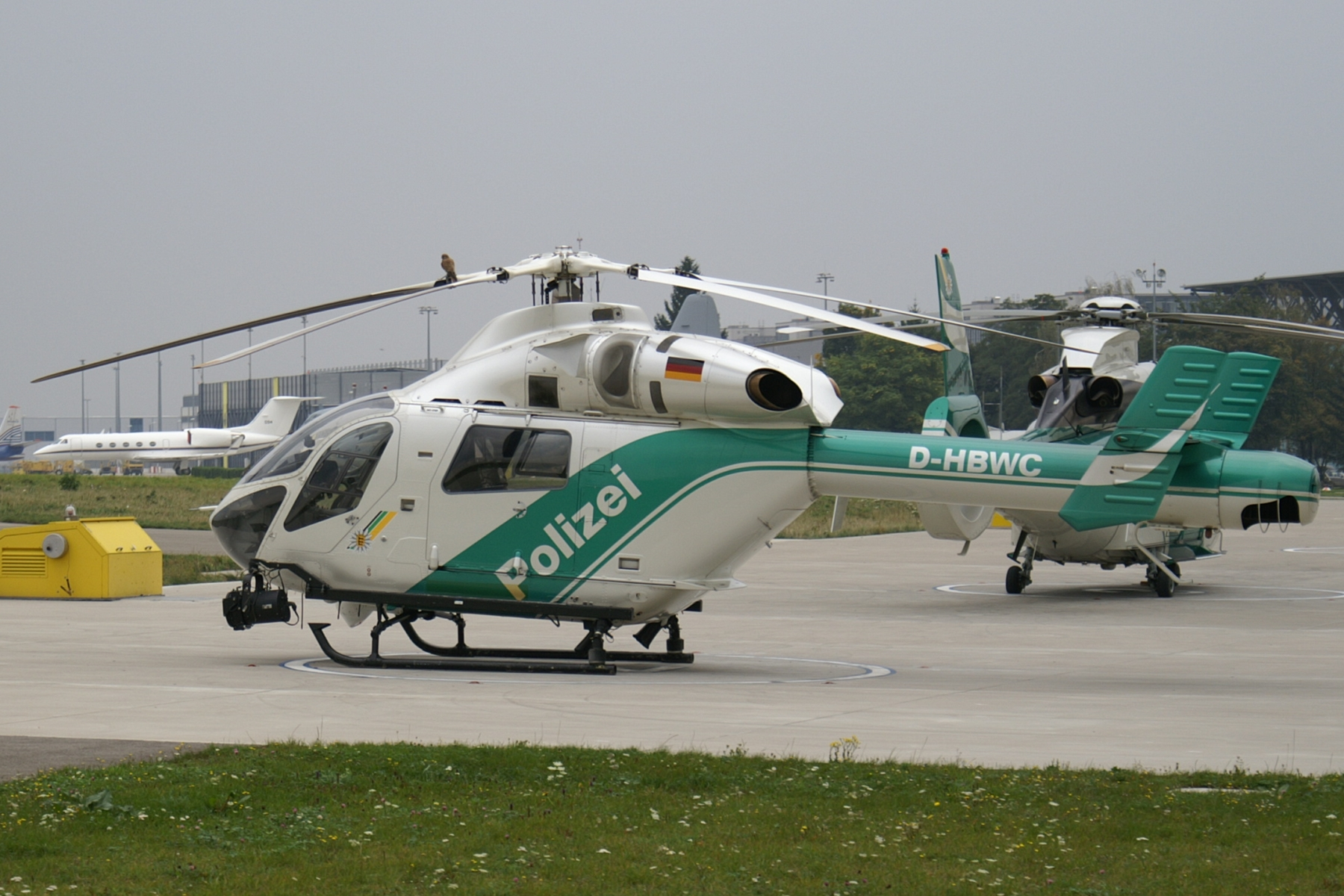
MD エクスプローラー (ドイツ・バーデン＝ヴュルテンベルク州警察)

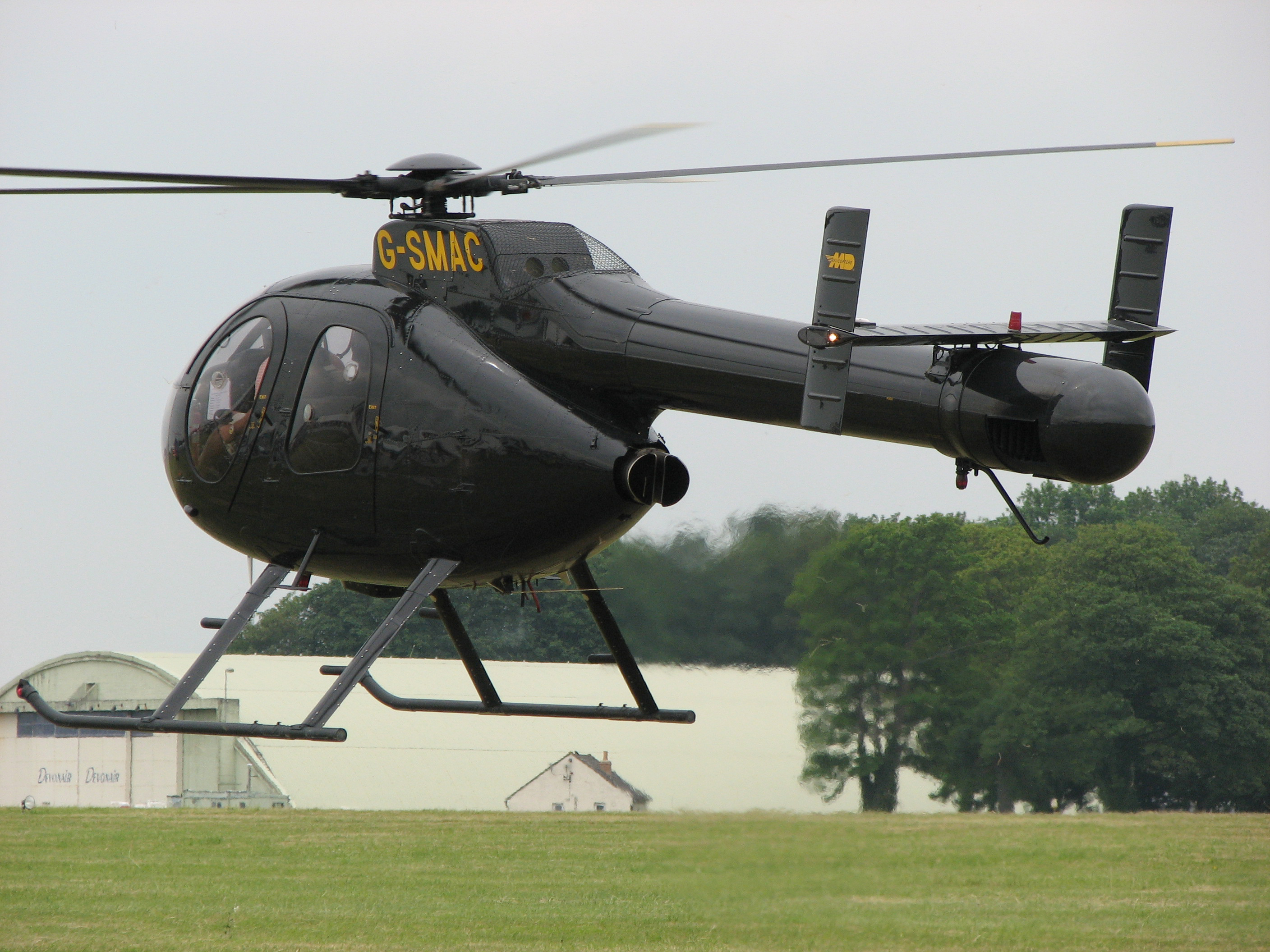
MD 520Nのテールブーム

ノーター（ NOTAR , NO TAil Rotor の頭字語 ）とは、他の多くの「単一の主回転翼」〔メインローター〕型式のヘリコプターが備えるテールローターに相当する飛行装置の一形式の名称。
テイルローターと同様に、ヘリコプター特有の「主回転翼（メインローター）の駆動に伴う反作用」（トルクとも呼ぶ）を原因とした、機体の操縦性喪失と墜落の危険につながるヨーイングを打ち消すための機体固有の仕組み。MDヘリコプターズによって開発された。

## 開発
ノーター・システムの開発は1975年にヒューズ・ヘリコプターズの技術者が概念を開発した。1981年、12月、数機のヒューズH-6Aにノーター・システムが初めて搭載された。米陸軍からノーター技術開発の為、貸与された機体であった。

## 動作原理と機構

ノーターの原理。青色が空気の流れ。1.空気取入口 2.可変ピッチファン 3.コアンダ・スロット付きのテイルブーム 4.垂直安定板 5.直噴ジェットスラスター 6.下降流 7.コアンダ効果による横推力の発生を示したテイルブームの断面図 8.反トルク力

コアンダ効果を応用している。内蔵されたファンのピッチを変える事により、テイルブームから噴出する空気の量を変えてメインローターの反作用の変化と釣り合わせる。
テイル・ブームの基部内に備わった送風ファンがエンジンによって駆動されて、外気を取り込み、後部へと伸びるテイル・ブーム内へ送風する。テイル・ブームにはブーム途中の片側側面とブーム末端部の反対側面に開口部を持ち、送風された空気を噴出させる。
それぞれの噴出は「サーキュレーション・ジェット」と「ダイレクト・ジェット」と呼ばれる。ブーム途中の開口部では、側面から下方へ向けてサーキュレーション・ジェットを噴出することでメイン・ローターの作り出す強力な下降気流（の一部）を曲げる。このコアンダ効果によって、ブーム左右の下降気流の流れが不均一となり、開口部側の流速が高まって側方へ引っ張られる。ブーム末端部の開口部からのダイレクト・ジェットはそのまま側方へ押す力となる。
2つの側方への力は、メイン・ローターの回転が作り出す機体の回転運動（反トルク）を打ち消すように働く。また、機首方向を決める運動（ヨー）で使用される。
通常のテイル・ローターのように回転翼が露出せず、機体内部にあるので地上離着陸時などでの人身事故の危険が減らせることや、騒音の低減が図れる。
ホバリング時には、サーキュレーション・ジェットとダイレクト・ジェットは、ヨーイングの制御にほぼ50%ずつの効果を発揮しているが、前進飛行速度が40 km/h - 95 km/h 程度では、テイル・ブーム側面を流れるメイン・ローターからの下降気流が斜めになるためコアンダ効果は働かず、サーキュレーション・ジェットの効果に代わって、テール末端部の垂直尾翼が反トルクを含めてヨーイングの制御に使用できる。
内部に空気を通すため、テールブームの断面が円形になっているのが外見上の特徴である。

## 長所・短所

### 長所
- 騒音低減が期待できる
- 地上離着陸時に高速回転しているテイル・ローターに接触する危険がなくなる
- テイル・ローターの翼端が発生する渦流がないので振動が軽減される

- テイル・ローター機のドクターヘリでは振動の為に機内で注射を打つことは困難だったが、ノーター機では可能となった
- パイロットの負荷が軽減される
- 伝達軸等の駆動系統の部品点数が減り、整備費が軽減される

### 短所
- テイル・ローター機と比較して、ペダル操作の反応に時間差(タイムラグ)がある
- テイル・ブームが太くなるので空力特性、特に直進時の安定性が悪くなる
- 巡航時には効果がなくなるため、ヨー操縦を方向舵に頼る必要があり、また大きな抗力が発生してしまう
- 推力効率がダクテッド・テイル・ローター以上に悪く、上述した抗力と相まって燃費が悪くなる

## ノーター採用機種
ノーター・システムを搭載した機体は3機種生産されている。全てMDヘリコプター製である。
テイルローターに起因する振動や危険が皆無であるため、ドクターヘリへの採用が多いが、低騒音なため警察、報道にも採用されている。ただし、燃費の悪さがネックとなって今の所はMD 900が軍用としてメキシコ海軍に採用された程度の事例である。
- MD 520N
- MD ヘリコプターズ MD 600（英語版）
- MD エクスプローラー